# Etere dibutilico
L'etere dibutilico è un composto organico della famiglia degli eteri comunemente utilizzato come solvente. Appare come un liquido incolore e dall'odore caratteristico, è miscibile col benzene e con la maggior parte dei solventi organici e risulta molto solubile in acetone. I vapori dell'etere dibutilico sono altamente infiammabili e sono irritanti per occhi, vie respiratorie ed anche per la cute in caso di esposizione prolungata.

## Sintesi
L'etere dibutilico può essere ottenuto dalla deidratazione dell'1-butanolo catalizzata dall'acido solforico:
2But-OH → But-O-But + H2O